# Tirreno-Adriatico 1991
Tirreno-Adriatico 1991 est la 26e édition de la course cycliste par étapes italienne Tirreno-Adriatico. L’épreuve se déroule entre le 13 et le 20 mars 1991, sur un parcours de 1 317 km.
Le vainqueur de la course est l'Espagnol Herminio Díaz Zabala (ONCE).

## Classements des étapes
| Étape | Date    | Villes étapes                         | km    | Vainqueur d’étape | Leader du classement général |
| ----- | ------- | ------------------------------------- | ----- | ----------------- | ---------------------------- |
| 1     | 13 mars | Pompéi - Ottaviano                    | 185,0 | Federico Ghiotto  | Federico Ghiotto             |
| 2     | 14 mars | Maddaloni - Frosinone                 | 206,0 | Pascal Richard    | Federico Ghiotto             |
| 3     | 15 mars | Cerro al Volturno - Fossacesia        | 169,2 | Dimitri Konyshev  | Federico Ghiotto             |
| 4     | 16 mars | Fossacesia - Chiaravalle              | 220,0 | Silvio Martinello | Federico Ghiotto             |
| 5     | 17 mars | Montegranaro - Osimo                  | 154,5 | Gérard Rué        | Federico Ghiotto             |
| 6     | 18 mars | Osimo - Monte Urano                   | 176,0 | Dirk De Wolf      | Federico Ghiotto             |
| 7     | 19 mars | Grottammare - Ancanaro                | 188,0 | Jesper Skibby     | Federico Ghiotto             |
| 8     | 20 mars | S.B del Tronto - S.B del Tronto (clm) | 18,3  | Erik Breukink     | Herminio Díaz Zabala         |

## Classement général
|    | Cycliste             | Pays      | Équipe          | Temps            |
| -- | -------------------- | --------- | --------------- | ---------------- |
| 1  | Herminio Díaz Zabala | Espagne   | ONCE            | 35 h 12 min 46 s |
| 2  | Federico Ghiotto     | Italie    | Ariostea        | + 4 s            |
| 3  | Raúl Alcalá          | Mexique   | PDM             | + 52 s           |
| 4  | Thomas Wegmüller     | Suisse    | Weinmann        | + 52 s           |
| 5  | Maarten den Bakker   | Pays-Bas  | PDM             | + 2 min 01 s     |
| 6  | Jesper Skibby        | Danemark  | TVM             | + 2 min 45 s     |
| 7  | Gérard Rué           | France    | Helvetia-Suisse | + 2 min 45 s     |
| 8  | Giuseppe Petito      | Italie    | GIS-Ballan      | + 3 min 22 s     |
| 9  | Scott Sunderland     | Australie | TVM             | + 3 min 32 s     |
| 10 | Luc Leblanc          | France    | Castorama       | + 3 min 35 s     |